# Битка код Мантинеје (362. п. н. е.)
Битка код Мантинеје (362. п. н. е.) представља битку између Тебе и Аркадског савеза под заповедништвом Епаминонде са једне стране и Спарте, Атине, Елиде и Мантинеје под заповедништвом Агесилаја II са друге стране. Била је то највећа хоплитска битка између Грка у грчкој историји. Битка се окончала победом Тебе. Међутим, погибија тебанског војсковође Епаминонде спречила је даљу тебанску хегемонију. Пораз Спарте и погибија Епаминонде утрли су пут за успон Македоније под Филипом II Македонским.

## Увод
Битка код Леуктре 371. п. н. е. означила је крај спартанске хегемоније у Грчкој и почетак периода тебанске хегемоније. Епаминонда је био главни тебански војсковођа, који је низом похода на Пелопонезу обезбедио тебанску хегемонију. На Пелопонезу Теба је помагала све државе, које су биле против тада ослабљене Спарте. Епаминонда је тако ослободио Месенију, која је вековима била под спартанском управом. Спарта је остала без месенијских хелота, чији рад је омогућавао Спарти да има сталну војску. Епаминонда је помогао стварање Аркадијског савеза на Пелопонезу, у подручју где је Спарта увек доминирала. Основан је нови град Мегалопољ, а Аркадија се удружила против Спарте. Циљ Тебе је био да се Спарта обузда на Пелопонезу, тако да је Теба могла да неометено намеће контролу у осталим делоивима Грчке. Спарта је успела да оствари савез са Елидом, која је била традиционални непријатељ Аркадије.
Када су Аркађани заузели панхеленско светилиште у Олимпији у Елиди навукли су на себе бес многих Грка, па је тада Мантинеја иступила из Аркадијског савеза. Спарта, Елида и Мантинеја су се удружили против Аркадијског савеза. Атина је била једно време тебански савезник, али почела је да подржава Спарту, да би сузбила јачање тебанске хегемоније. Атина је као разлог ступању у савез са Спартом навела и тебански захтев са краја Пелопонеског рата да се Атина уништи, а становништво пороби. Атина је своју војску послала морским путем, да би избегла тебанску војску на копну. Епаминонда је тада повео тебанску војску на Пелопонез да би успоставио ред и поново успоставио надмоћ Аркадије и Тебе на Пелопонезу.

## Пред битку
Побуњена Мантинеја је тражила помоћ Спарте. Агесилај II је са спартанском војском долазио да помогне Мантинеји. Тегеја је била водећи град Аркадије и била је у непријатељству са Мантинејом. У Тегеји се налазио Епаминонда и сазнао је да је велика спартанска војска на путу према Мантинеји. Пошто је Спарта остала готово без икакве одбране Епаминонда је одлучио да преко ноћи дође до Спарте и освоји је. Међутим Агесилај, који је био на походу према Мантинеји сазнао је за Епаминондину намеру, па је обавестио Спарту, а и сам је стигао у Спарту пре напада. Када је Епаминонда стигао Спарта је била добро брањена. Краљ Архидам је сасекао тебанску претходницу. Пошто није изненадио Спартанце Епаминонда се одмах повукао.
Вратио се у Тегеју. Тегеја се налазила ближе Спарти од Мантинеје. Епаминонда је очекивао да је спартанска војска кренула да брани Спарту када је чула за напад. Спартанска војска морала је да се креће обилазним путем, јер се Тегеја налазила на пола пута између Спарте и Мантинеје. Епаминонда је исправно претпостављао да је Мантинеја остала без одбране. Пешадији је дао предах, а коњицу је послао да нападне Мантинеју. Очекивао је да ће његова коњица изненадити Мантинеју, за коју је веровао да је тада готово без одбране. Међутим у тренутку тебанског коњичког напада атинска коњица управо је дошла до Мантинеје. У тренутку напада становници Мантинеје су били заузети сакупљањем жита. Тебанска и тесалска коњица била је бројнија, али Атињани су спречили пад Мантинеје и омогућили су становништву да се повуче иза зидина.
Епаминонда је доживео два пораза, један крај Спарте, а други крај Мантинеје. Приближавао се крај сезоне погодне за војне походе, а за Епаминонду није било прихватљиво да остави савезнике на Пелопонезу да их нападају непријатељи. Поред Спарте ту су били Атина, Елида, Ахаја и Мантинеја. Морао је да оконча сезону битком, да не би оставио савезнике на цедилу.

## Почетни распоред снага
Битка код Мантинеје била је највећа хоплитска битка међу Грцима у историји античке Грчке. На страни Мантинеје били су Елиђани, Спартанци и Атињани и било их је више од 20.000 пешака и 2.000 коњаника. Војском је заповедао спартански краљ Агесилај II. Епаминонда је имао у својој војсци Тебанце, Ахајце, Аргивце и Тегејце, а имали су 30.000 пешака и 3.000 коњаника. На спартанској страни Мантинејани су били на десном крилу, а Атињани на левом. Поред Мантинејана били су остали Аркађани, па Спартанци, затим Елејци, па Ахајци.

## Битка
Две војске сусреле су се 362. п. н. е. код Мантинеје. Спартански краљ Агесилај II предводио је војску Спарте, Атине, Елиде и Мантинеје. Епаминонда је заповедао војскама Тебе, Беотијског савеза и Аркадијског савеза. Епаминонда је војску поставио у бојни поредак и онда је кренуо паралелно са линијом Мантинејана, тако да је изгледало као да одлази са бојног поља и да се тога дана не мисли борити. Након некога времена спустили су и оружје, па је изгледало као да се спремају за логоровање. Цела колона је пролазила здесна налево испред мантинејске војске. Епаминонда је био на челу колоне и већ се налазио на левом крилу. Са деснога крила пребацио је и део снага иза бојне линије. Поново је на тај начин створио много јаче лево крило. На оба крила распоредио је јаку коњицу и лаку пешадију.
Након тога дао је наређење за напад изненадивши непријатеље, који су већ мислили да он одлази са бојног поља. Мантинејани, који су се налазили на крајњем десном крилу били су изненађени. Епаминондино лево крило било је много ближе непријатељу од његовог десног крила. На тај начин желео је слично као код Битке код Леуктре да најјачи део армије започне битку и да слабији део избегава битку. Да би спречио да атинско лево крило притекне у помоћ осталима и угрози са стране његово лево крило Епаминонда је поставио нешто коњице и хоплита на узвишења испред њих. Тебанска коњица је на левој страни отерала непријатељску коњицу, а онда се његов дубоки хоплитски ред попут клина забио у непријатељско крило. Непријатељско крило се дало у бег.
Међутим док је гањао непријатеља, који се повлачио Епаминонда је погођен копљем у прса. Када су сазнали да је Епаминонда тешко рањен Тебанци су престали да гањају непријатеља, иако је непријатељ повлачио на већем делу бојишта. Једино се мањи део коњице и пешадије запутио на лево крило, где су страдали од Атињана. Смртно рањенога Епаминонду донели су у логор, где је издахнуо. Обе стране су полагале право на победу.

## Последице
Након битке и Епаминондине погибије обе стране су закључиле мир. Када су се договорили о мировним принципима, онда је Спарта настојала да искључи Месенију из мировног уговора. Иако је технички гледано Теба победила у бици код Мантинеје, Теба више није имала некога способнога попут Епаминонде, тако да је битка код Мантинеје означила крај тебанске хегемоније.